# Вачаган (река)
Вачага́н (арм. Վաչագան) ранее также Вачаганчай — река в Сюникской области Армении. Начинается близ горы Хуступ, протекает в лесистой местности, является правым притоком среднего течения реки Вохчи, сливаясь с ней в центре города Капан. Протяжённость 11 км. Площадь водосборного бассейна 35,5 км².

## Галерея

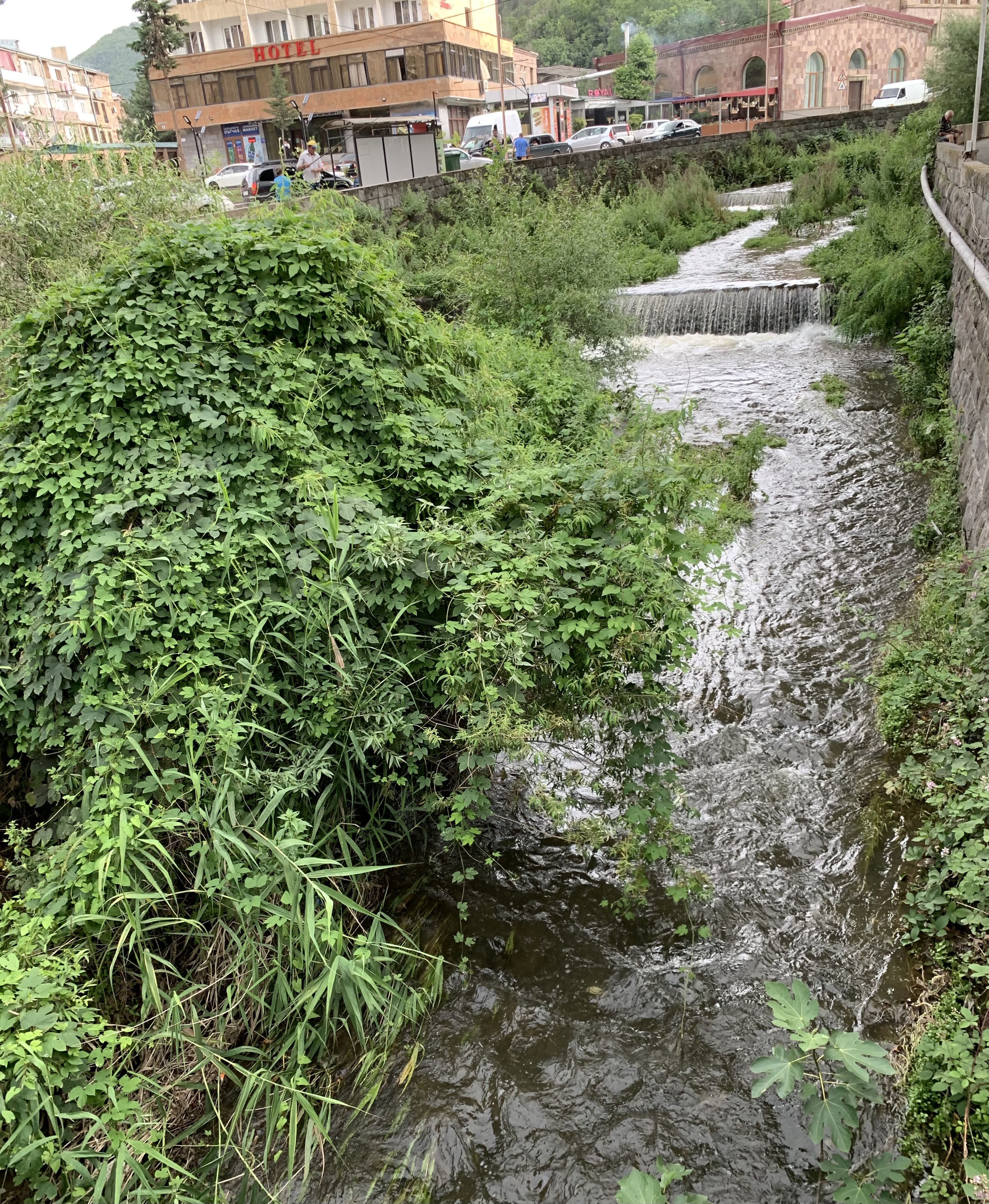